# ルイーズ・マリ＝ジャンヌ・エルサン
ルイーズ・マリ＝ジャンヌ・エルサン（Louise Marie-Jeanne Hersent、結婚前の姓: モーデュイ(Mauduit)、 1784年3月7日 - 1862年1月7日）はフランスの画家である。肖像画家として知られるルイ・エルサン(1777-1860)の妻である。

## 略歴
パリで測量学者で、コレージュ・ド・フランスの数学の教授のアントワーヌ＝ルネ・モーデュイ(Antoine-René Mauduit)の娘に生まれた。兄のアントワーヌ(Antoine François Mauduit :1775-1854)は建築家であり、妹のカトリーヌ(Catherine)は画家のボワゾ(Antoine Honoré Louis Boizot:1774-1817)と結婚した。
新古典主義の画家、シャルル・メニエから絵を学び、1810年からサロン・ド・パリに出展を始めた。1824年まで出展し1817年と1819年に１等のメダルを受賞した。1821年に画家のルイ・エルサンと結婚した。
パリ、カセット通りの自宅で、女性のための絵画教室を開き、教えた学生には陶磁器の絵師として知られるボケ(Marie Virginie Boquet:1810-1879)やフィリポー(Julie Philipault:1780-1834)らがいる。

## 作品

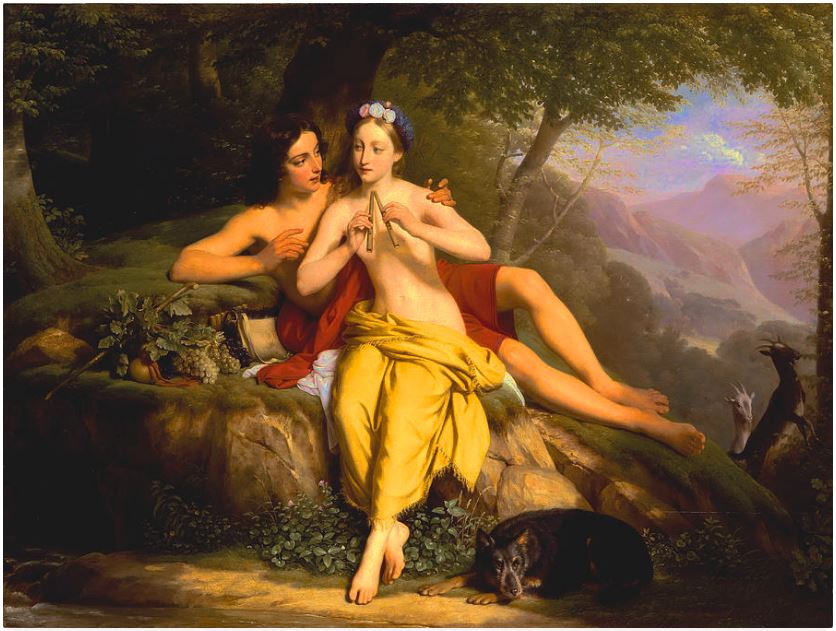
『ダフニスとクロエ』
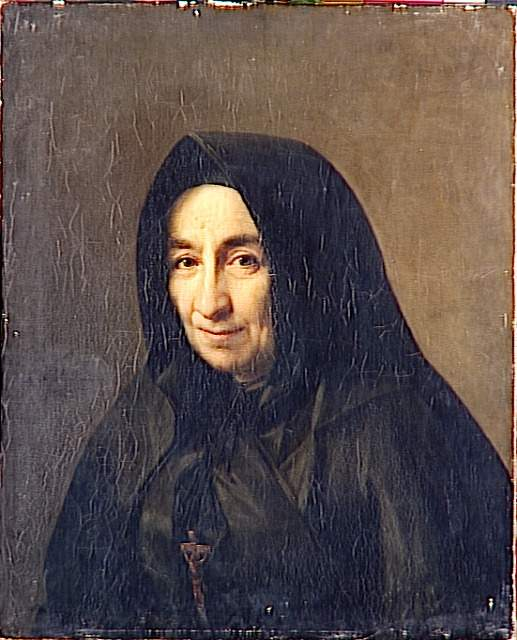
Madame de Fumel (1816)